# Valeri Goryushev
Valeri Goryushev (né le 26 avril 1973 à Sverdlovsk et mort le 28 avril 2014) est un joueur de volley-ball russe. Il participe aux Jeux olympiques d'été de 1996 et aux Jeux olympiques d'été de 2000. En 1996, il joue sept matchs et termine quatrième de la compétition. En 2000, il joue deux matchs et remporte la médaille d'argent.

## Palmarès

### Jeux olympiques
- Jeux olympiques d'été de 2000 à Sydney,  Australie
  -  Médaille d'argent.